# Athens (Vermont)
Athens es un municipio situado en el condado de Windham, Vermont, Estados Unidos. Tiene una población estimada, a mediados de 2022, de 380 habitantes.

## Geografía
La localidad está ubicada en las coordenadas 43°7′5″N 72°35′13″O / 43.11806, -72.58694 (43.118002, -72.587014).

## Demografía
Según la estimación 2017-2021 de la Oficina del Censo, los ingresos medios de los hogares de la localidad son de $67,656 y los ingresos medios de las familias son de $66,875. Alrededor del 20.1% de la población está por debajo de la línea de pobreza.